# Чад на летних Олимпийских играх 2008
Сборная Чада на летних Олимпийских играх 2008, прошедших в Пекине, Китай, состояла из двух легкоатлетов: Муми Себерже, участвовавшего в соревнованиях в беге на 100 метров у мужчин, и Иникиссьи Альбертины Ндикер, бегуньи на 100 метров и знаменосца Чада на обеих церемониях. Чад участвовал на летних Олимпийских играх в десятый раз, дебютировав на Играх-1964 в японском Токио и пропустив Игры только в 1976 и 1980 годах. И Себерже, и Ндикерт заняли седьмое место в своих квалификационных забегах и не прошли в следующие раунды соревнований. К моменту окончания летней Олимпиады в 2016 году, Чад не выиграл ни одной олимпийской медали в своей истории.

## Общие сведения
Чад дебютировал на Олимпийских играх, приняв участие на Играх-1964 в Токио, Япония. Несмотря на продолжительную эпоху внутренней нестабильности, Чад не участвовал только на Играх 1976 года в канадском Монреале и Олимпиаде-1980 в советской Москве, когда Чад поддерживал международные бойкоты Игр.
Самую большую делегацию, из шести человек, Чад посылал на Игры-1988 в южнокорейском Сеуле и Игры-1992 в испанской Барселоне. Также на Играх 1992 года в составе сборной Чада была женщина. С тех пор хотя бы одна женщина присутствовала в составе делегации Чада на всех Олимпийских играх. Самое маленькое представительство было у Чада на Олимпиаде 2004 года в греческих Афинах, когда только бегунья Калтума Наджима представляла честь этой африканской страны. Делегация на Играх 2008 года состояла из двух человек: одного мужчины (30-летнего Муми Себерже) и одной женщины (15-летней Иникиссьи Альбертины Ндикер). Оба спортсмена были легкоатлетами. Ндикер была знаменосцем Чада на обеих церемониях. По состоянию на 2016 год, сборная Чада не завоевала ни одной медали на Олимпийских играх.

## Лёгкая атлетика
Муми Себерже представлял Чад в мужских соревнованиях в беге на 100 метров. Рождённому в 1977 году Себерже было 22 года, когда он участвовал в беге на 100 метров на Олимпийских играх 2000 года в австралийском Сиднее, где он занял седьмое место в своём квалификационном забеге и не вышел в следующие раунды. Он не принимал участие на Олимпиаде 2004 года в греческих Афинах, но вернулся на Игры в 2008 году, когда ему было 30 лет. 14 августа 2008 года Себерже принял участие в десятом квалификационном забеге, где его соперниками были семеро других спортсменов. Он финишировал с результатом 11.14 секунд, став седьмым в своём забеге, опередив только представителя Тувалу Окилани Тинилау (11.48 секунд) и финишировав за габонцем Уилфредом Бингангоем (10.87 секунд). В забеге лидировали представитель Нидерландских Антильских островов Чуранди Мартина (10.35 секунд) и японец Наоки Цукахара (10.39 секунд). Себерже занял 70-е место в общем зачёте среди 80 спортсменови не вышел в следующие раунды.
Иникиссья Альбертина Ндикер была единственной женщиной в составе сборной Чада на Играх в Пекине. Она участвовала в соревнованиях по бегу на 100 метров, и на момент соревнования ей было 15 лет. Ндикер впервые участвовала на Олимпийских играх. 15 августа 2008 года Ндикер участвовала в восьмом квалификационном забеге с семью другими спортсменками. Она пробежала дистанцию за 12.55 секунд, став седьмой в забеге. Она опередила только представительницу Демократической Республики Конго Франку Магали (12.57 секунд)и финишировала после представительницы Папуа — Новой Гвинеи Мае Коиме (11.68 секунд). В забеге лидерами стали нигерийка Олудамола Осайоми (11.13 секунд) и представительница Багамских Островов Дебби Фергюсон-Маккензи (11.17 секунд). В общем зачёте Ндикер стала 64-й среди 85 спортсменок и, тем самым, Ндикер не прошла в следующие раунды соревнований.

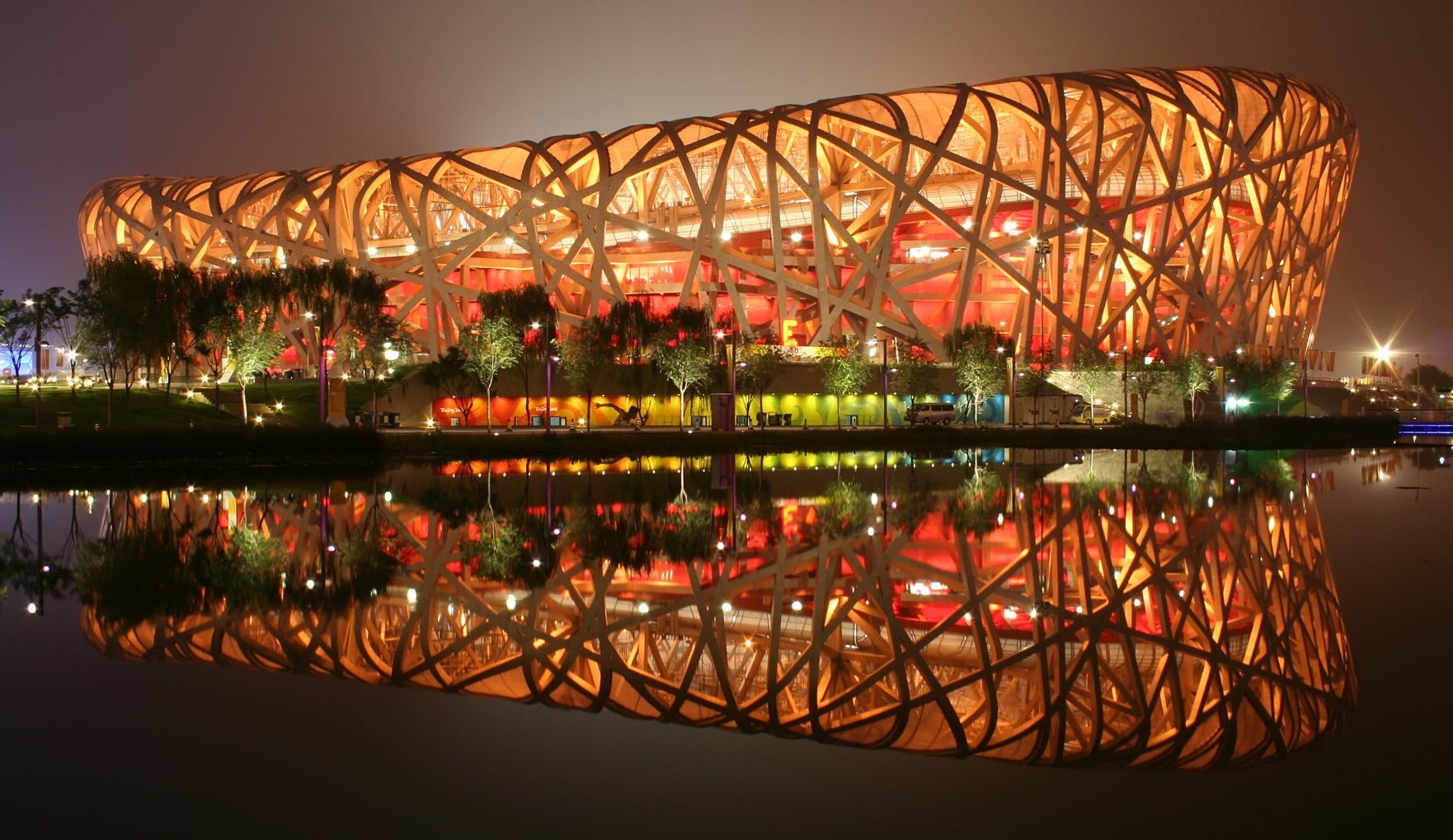
Пекинский национальный стадион, на котором прошли легкоатлетические соревнования

Примечание–Места для участников соревнований по беговым дисциплинам даны по результатам забега
| Спортсмен                   | Дисциплина      | Квалификация | Квалификация | Четвертьфинал | Четвертьфинал | Полуфинал | Полуфинал | Финал     | Финал     |
| Спортсмен                   | Дисциплина      | Результат    | Место        | Результат     | Место         | Результат | Место     | Результат | Место     |
| --------------------------- | --------------- | ------------ | ------------ | ------------- | ------------- | --------- | --------- | --------- | --------- |
| Иникиссья Альбертина Ндикер | 100 м (женщины) | 12.55        | 7            | Не прошла     | Не прошла     | Не прошла | Не прошла | Не прошла | Не прошла |
| Муми Себерже                | 100 м (мужчины) | 11.41        | 7            | Не прошёл     | Не прошёл     | Не прошёл | Не прошёл | Не прошёл | Не прошёл |